# Black Rock Desert Wilderness
Le Black Rock Desert Wilderness est une aire protégée américaine située au Nevada, gérée par le Bureau of Land Management. Elle est située dans la partie est du désert de Black Rock.  
La zone protégée a une superficie de 1 274 km2, ce qui en fait la plus grande zone de nature sauvage (wilderness area) américaine qui soit gérée par le Bureau of Land Management, et la plus vaste qui ne soit pas située dans une forêt nationale, un parc national, ou un refuge national pour la vie sauvage.

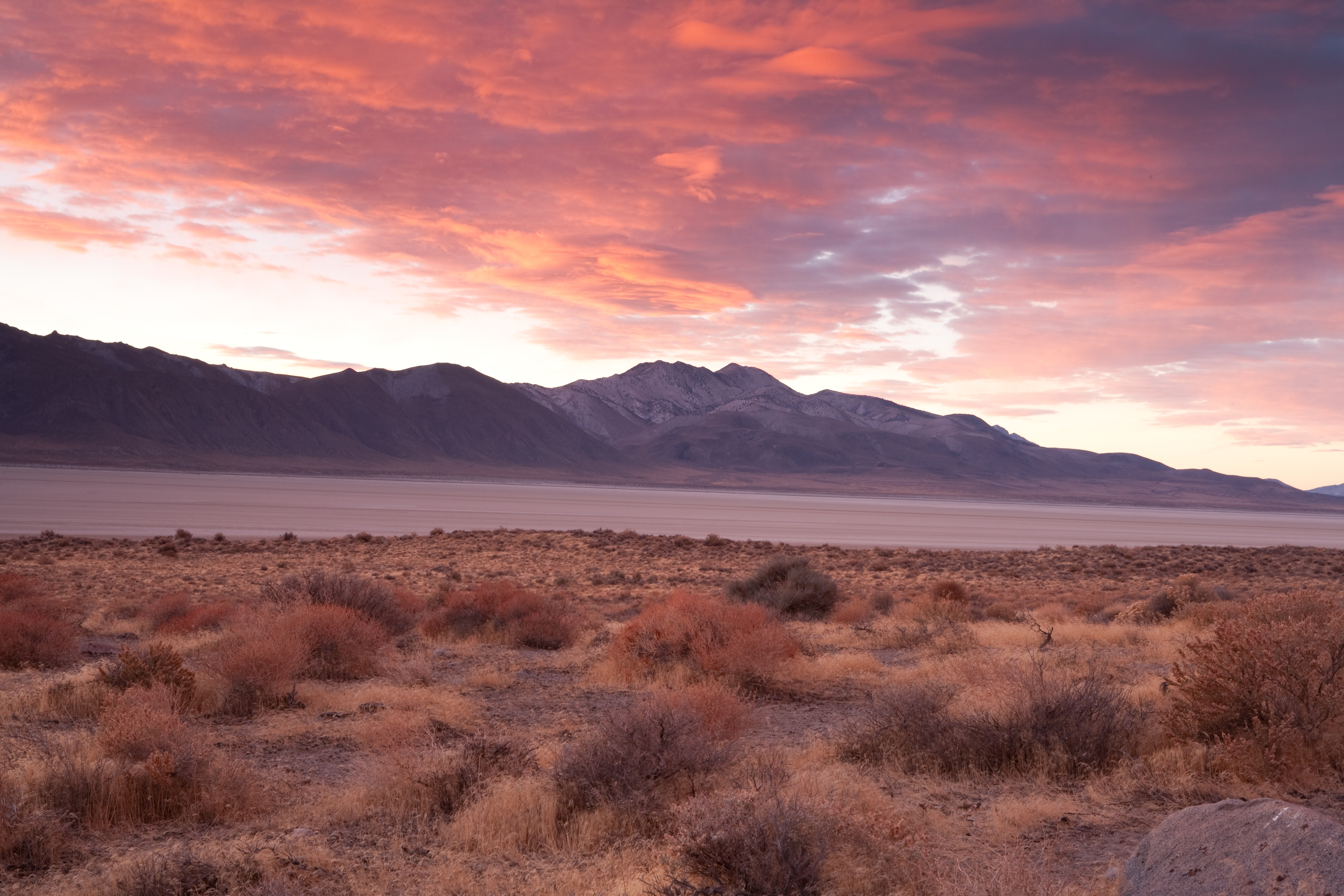
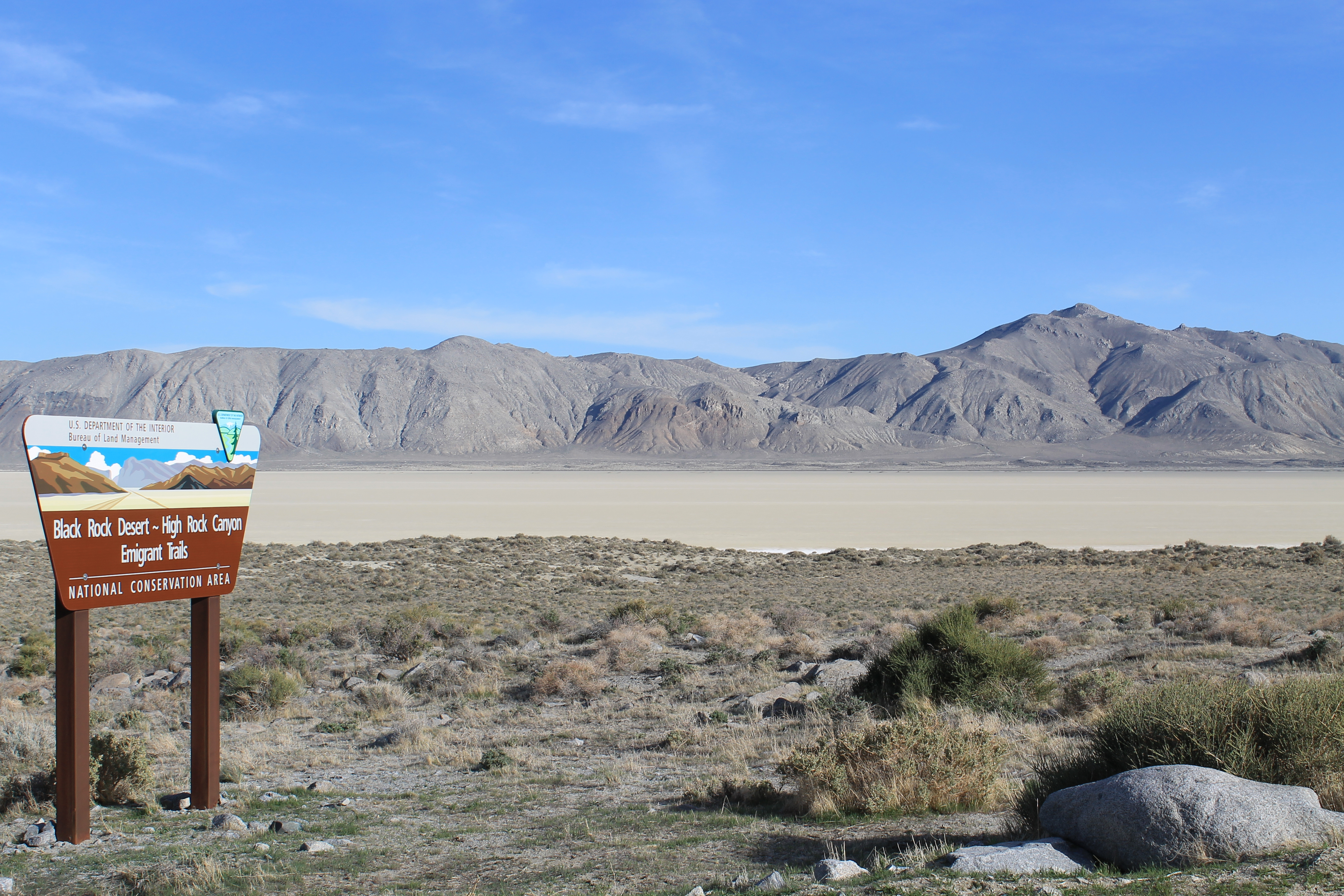